# Lillbosjön, Hälsingland
Lillbosjön är en sjö i Hudiksvalls kommun i Hälsingland och ingår i Delångersåns huvudavrinningsområde. Sjön är 18 meter djup, har en yta på 0,567 kvadratkilometer och är belägen 165 meter över havet.

## Delavrinningsområde
Lillbosjön ingår i det delavrinningsområde (684952-153263) som SMHI kallar för Utloppet av Långbosjön. Medelhöjden är 186 meter över havet och ytan är 7,21 kvadratkilometer. Räknas de 5 avrinningsområdena uppströms in blir den ackumulerade arean 38,91 kvadratkilometer. Storån (Hårån) som avvattnar avrinningsområdet har biflödesordning 3, vilket innebär att vattnet flödar genom totalt 3 vattendrag innan det når havet efter 59 kilometer. Avrinningsområdet består mestadels av skog (80 procent). Avrinningsområdet har 0,8 kvadratkilometer vattenytor vilket ger det en sjöprocent på 11 procent.